# Gugney-aux-Aulx
Gugney-aux-Aulx är en kommun i departementet Vosges i regionen Grand Est (tidigare regionen Lorraine) i nordöstra Frankrike. Kommunen ligger i kantonen Dompaire som tillhör arrondissementet Épinal. År 2022 hade Gugney-aux-Aulx 171 invånare.

## Befolkningsutveckling
Antalet invånare i kommunen Gugney-aux-Aulx
| Referens: INSEE |